# Cophixalus aenigma
Espèce
Statut de conservation UICN

 VU D2 : Vulnérable
Cophixalus aenigma est une espèce d'amphibiens de la famille des Microhylidae.

## Répartition
Cette espèce est endémique du Nord-Est du Queensland en Australie. Elle est généralement présente aux altitudes supérieures à 750 m,.

## Description
Cophixalus aenigma mesure entre 15 et 23 mm.

## Étymologie
Son nom d'espèce, du latin aenigma « mystérieux », lui a été donné en référence à l'intégration initiale de celle-ci dans la série type de Cophixalus concinnus et la confusion que cela a engendrée.

## Publication originale
- Hoskin, 2004 : Australian microhylid frogs (Cophixalus and Austrochaperina): Phylogeny, new species, species redescription, new calls, distributional data and breeding notes. Australian Journal of Zoology, vol. 52, p. 237-269 (texte intégral).